# Affaire des sergents

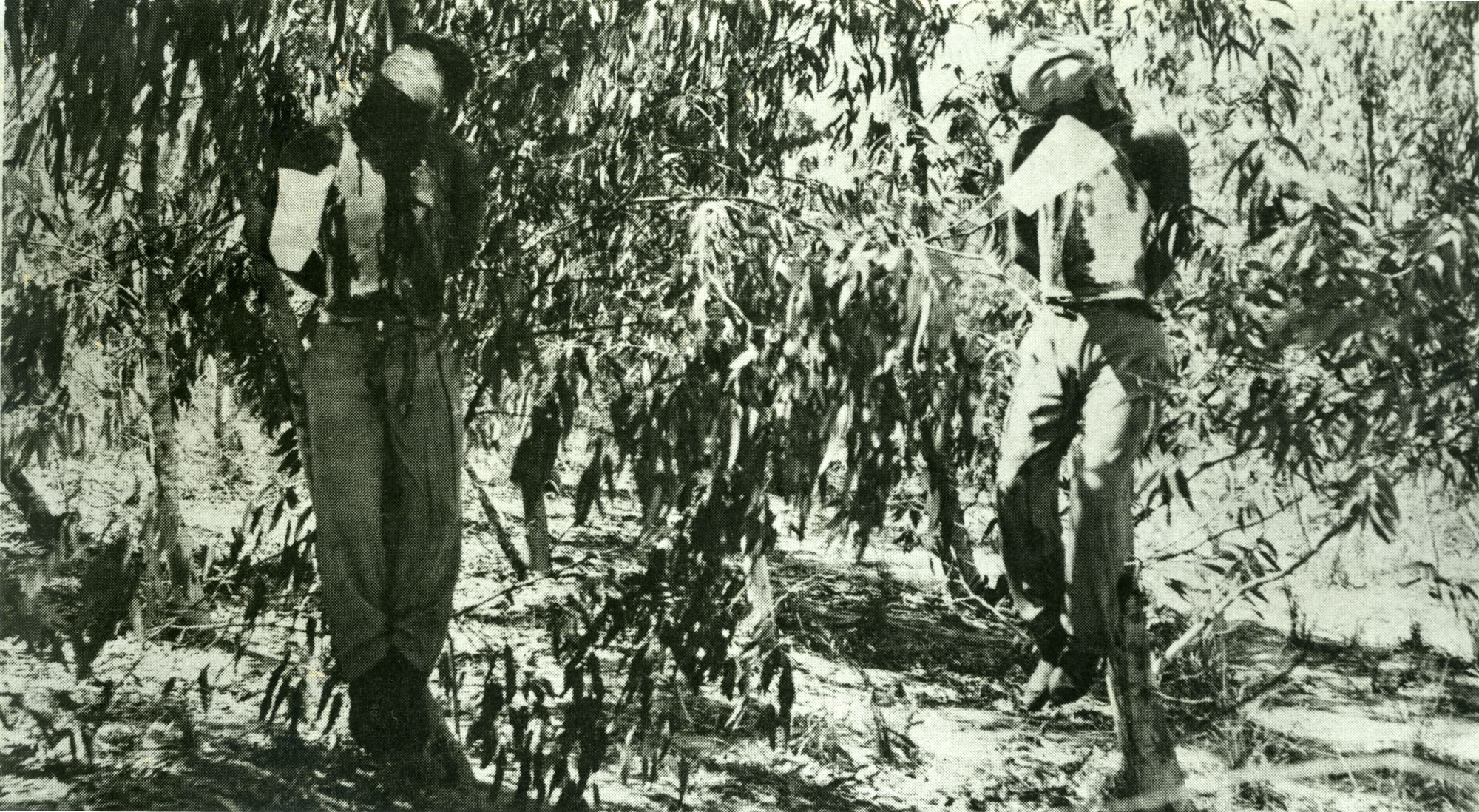
Les corps pendus des sergents Clifford Martin (à gauche) et Mervyn Paice (à droite) enlevés par l'Irgoun en 1947.

L'affaire des sergents se déroule en juillet 1947 en Palestine mandataire. Les membres de l'organisation clandestine sioniste Irgoun enlèvent deux sous-officiers du Corps de renseignement de l'armée britannique, les sergents Clifford Martin et Mervyn Paice, et menace de les pendre si les condamnations à mort prononcées contre trois militants de l'Irgoun - Avshalom Haviv (en), Meir Nakar (en) et Yaakov Weiss (en) - sont exécutées. 
Ces derniers ont été capturés par les Britanniques lors de l'évasion de la prison d'Acre, le 4 mai 1947, jugés et condamnés pour possession illégale d'armes et « intention de tuer ou de causer d'autres dommages à un grand nombre de personnes ». Lorsque ces trois hommes sont exécutés par pendaison, l'Irgoun tue les deux sergents et pend leurs corps piégés dans un bosquet d'eucalyptus près de Netanya. Lorsque les corps sont retrouvés, le piège blessé un officier britannique au moment où ils sont ramenés au sol.
Ce crime est largement condamné tant en Palestine mandataire qu'au Royaume-Uni. Après que la nouvelle de ces décès a été largement diffusée, les forces de sécurité britanniques, furieuses, se déchaînent à Tel Aviv. Cinq Juif sont tués et 15 autres blessés par les soldats et la police. Des journées d'émeutes et de pillages antijuifs éclatent dans de nombreuses villes britanniques,,.
De l'avis général, cet évènement a fortement contribué à la décision du Premier ministre Clement Attlee d'évacuer définitivement toutes les forces britanniques jusqu'à la fin de l'insurrection juive (en) et de la guerre civile entre Juifs et Arabes. L'évacuation permanente de toutes les forces britanniques en Palestine, ainsi que de la police palestinienne (en), créé un vide de pouvoir dans la région, d'où la guerre israélo-arabe de 1948. David Ben Gourion déclare l'indépendance d'Israël le jour même de l'abandon de la région par les Britanniques. Menahem Begin, le commandant de l'Irgoun, s'est vu interdire l'entrée au Royaume-Uni et refuser un visa pour les États-Unis pendant de nombreuses années.